# Secoin
Secoin was een Nederlands betaalsysteem op internet, van 2001 tot 2004
Secoin  werd in 2002 als eerste 'wallet' en prepaid betaalmethode ten behoeve van micropayments. Secoin werd ontwikkeld door de oprichter van Ilse Media, Merien ten Houten. Het was de eerste compleet op online standaarden gebaseerde betaalmethode waarbij de gebruiker een tegoed aanhield in een virtuele portemonnee. 
Nadat Ilse Media door Merien ten Houten en Robert Klep was verkocht (naar verluidt voor 220 miljoen gulden, nu ongeveer € 100 miljoen) namen de oprichters een pauze. Het eerste initiatief waarin daarna geïnvesteerd werd was Secoin. 
Door koppelingen te leggen met allerlei aanbieders van online diensten, zoals Kaartenhuis.nl, Marktplaats en Habbo Hotel was het mogelijk om bedragen vanaf enkele centen af te rekenen en daarmee digitale en fysieke producten te kopen. 
Nadat de banken gezamenlijk iDEAL gingen ondersteunen werd het voor onafhankelijke aanbieders erg lastig om nog toegang te krijgen tot de technologie om betalingen te verrichten, en in 2004 werd besloten om het project te beëindigen.
Naast Merien ten Houten waren er nog twee andere oprichters, Taco van Arkel en Maarten Roelofs.